# Benvenuto a Veraz
Benvenuto a Veraz (Veraz) è un film del 1991 diretto da Xavier Castano. Il film è conosciuto in Italia anche con il titolo Lungo la grande valle.
È una commedia drammatica a sfondo avventuroso con Imanol Arias, Patrick Ascargorta, Richard Bohringer, Kirk Douglas e Jean-Pierre Bago. È una coproduzione francese, spagnola e italiana.

## Produzione
Il film, diretto da Xavier Castano su una sceneggiatura di Martin Brossollet, Xavier Castano, Saskia Cohen Tanugi, François Delaroyère e Noël Sisinni, fu prodotto da Stéphane Sorlat per la Aries Productions & Investissements, la Ciné Cinq, la Creativos Asociados de Radio y Televisión, la Darblay S.A., la Ellepi Films, la Pyramide Productions e la Sociedad General de Televisión e girato a Bordeaux, Cauterets e nel Parc National des Pyrénées in Francia.

## Distribuzione
Il film fu distribuito con il titolo Veraz in Francia dal 26 giugno 1991 al cinema dalla Pyramide Distribution.
Alcune delle uscite internazionali sono state:
- in Spagna il 21 giugno 1991 (Bienvenido a Veraz)
- in Italia (Benvenuto a Veraz)